# Horacio Curti
Horacio Curti Bethencourt (nacido en Buenos Aires, 12 de enero de 1968) es maestro de shakuhachi (Shakuhachi Shihan) y etnomusicólogo (Grado Superior en Musicología).

## Biografía

### Inicios
En su niñez realiza estudios de piano en su país natal con Violeta y Paula Gainza, pero comienza su actividad en la música de la mano del saxofón en su etapa universitaria.
Su dedicación a la música se vuelve luego exclusivamente en torno al Jazz y complementa sus estudios de instrumento con los de percepción auditiva y análisis musical entre otros. Estudia música popular brasilera en Brasil y profundiza su aprendizaje de Jazz en los Estados Unidos. Integra varias formaciones relacionadas con Jazz y música brasilera en Buenos Aires realizando presentaciones en vivo, grabaciones y enseñando el saxofón.

### Su primer encuentro con el shakuhachi y la música japonesa
En medio de los Himalayas indios, escucha el shakuhachi por primera vez y fascinado por el instrumento viaja a Japón para introducirse en su estudio de la mano de Kaoru Kakizakai Sensei, especializándose en la música koten honkyoku, música clásica/tradicional originada en prácticas del budismo Zen. Desde entonces, Japón se transforma en un punto de referencia imprescindible en su vida y al cual viaja frecuentemente... 
En el año 2004 Yokoyama Katsuya, creador del Kokusai Shakuhachi Kenshukan, le otorga el título de Shihan -maestro de shakuhachi-  siendo uno de los pocos extranjeros que han obtenido este grado en Japón y el primero en España. Asia marca fuertemente sus puntos de vista tanto en lo referente a la música como a la vida en general y el regreso a Occidente le encuentra transformado y dedicado por completo al shakuhachi, la música de koten honkyoku y a partir de allí, el estudio de diversos elementos de las artes y la cultura japonesa. 
Posteriormente estudia etnomusicología en la Escola Superior de Música de Catalunya (ESMUC) donde obtiene el Grado Superior de música.
Actualmente está preparando un proyecto para su Tesis Doctoral con el título Interlocución estética de los principios básicos del hogaku y su mediación en la creación recontextualizada utilizando el shakuhachi.

## Carrera profesional
Ha estrenado obras de Ramon Humet (en junio de 2019 actúa como solista con la Orquesta Nacional de España con ocasión del estreno de Desert, concierto para shakuhachi y orquesta), y David Padrós entre otros, y ha colaborado con grupos como el Plural Ensemble y artistas como Andrés Corchero, Liba Villavecchia, Marta Millà, Fina Rius, Vika Kleiman, Rolf Meesters, Esteban Algora o Stefan Prins.
Ha enseñado y realizado conciertos en Japón, América del Norte, América del Sur y diversos países de Europa. 
En el año 2009 edita por el sello Agharta Music su primer disco en solitario, Ichi, dedicado a la música honkyoku y la música contemporánea.
En el 2012 Viena Edicions publica el libro-disco Contes Zen. Petites históries per despertar, una compilación de historias Zen realizada por Marta Millà y que incluye un disco compacto con la narración de una selección de estos cuentos acompañados de la música original de Horacio Curti en shakuhachi, publicando en 2014 su versión en castellano.
Así mismo ha realizado la música original para el cortometraje Mater Salvatoris de Marc Barceló (2015)..
En paralelo a su actividad artística, es docente y coordinador del Programa de Músicas de Asia de la Escola Superior de Música de Catalunya y también es docente en SAE Barcelona.
Curti ha sido también el coordinador del grupo responsable de la organización de las dos primeras Escuelas de Verano de Shakuhachi en España (Barcelona 2013 y 2016), en representación de la European Shakuhachi Society (ESS), de la cual es Chairperson desde 2019. 
Bajo la guía del Kokusai Shakuhachi Kenshukan (KSK) Japón, y junto con Veronique Piron de Francia y Jim Franklin de Alemania (todos maestros certificados por esta institución en Europa)  crean en 2015 el KSK-Europe, que es la rama europea del KSK con la intención de divulgar y compartir una forma en particular de comprender el shakuhachi y su repertorio.
Es Coordinador y cocreador del Grupo de Investigación en Músicas de Asia (GRINMA), desarrollando una intensa actividad de divulgación de las diferentes prácticas musicales asiáticas. Curti ha sido el organizador principal de distintos eventos internacionales, recibiendo el Premio al Mérito concedido por el Consulado Japonés en 2015 y una Mención Especial del National Gugak Center por su trabajo en el desarrollo de la música tradicional coreana gracias a su actuación como Comisario de la exposición Eolssigu! The Sounds of Korea (Eolssigu! Los Sonidos de Corea) en 2017-2018 para el Museo de la Música de Barcelona, en la que se incluyeron conciertos, simposio, talleres, ciclo de films, así como su trabajo como editor del libro con el mismo título (con autores como el Dr. Keith Howard y el Dr. Simon Mills entre otros) y filmación y edición de los materiales audiovisuales junto a Ariadna Pujol.

## Actividad Docente
Horacio Curti comienza su experiencia docente en 1997 enseñando Biología en la Universidad,  posteriormente saxofón y finalmente shakuhachi y etnomusicología.
Como maestro de Shakuhachi, su compromiso con la divulgación del instrumento y de la música japonesa tradicional y contemporánea se articula impartiendo clases del instrumento, realizado conciertos didácticos, conferencias, traducciones, talleres sobre el instrumento y sobre la música japonesa. Considerando la importancia de acercar a los interesados al contexto cultural del instrumento y de la música japonesa.
En el ámbito internacional, ha impartido y participado en actividades educativas relacionadas con el shakuhachi y la música japonesa en países como Bélgica, Gran Bretaña, Francia, Italia, Austria, Alemania, USA, Argentina, Chile o Japón; colaborando con instituciones de la envergadura del Real Conservatorio de Bruselas, Real conservatorio de Música de Amberes, SOAS London University, University of Graz, Tokyo College of Music, las Universidades de Barcelona (UB), Ramon Llull, Autónoma de Barcelona (UAB), Universidad Abierta de Cataluña (UOC), de Alicante, Casa Asia, Institut del Teatre de Barcelona, MUSIKEON y Fundació Miró de Mallorca, entre otras.

## Material Audiovisual
- Canal de Vimeo
- Canal de YouTube

## Grabaciones
- Música clásica/tradicional japonesa y Contemporánea:

Home is Now. Shakuhachi Solo. Agharta Music. 2016.
Ichi Shahuhachi solo. Agharta Music. 2009. (invitado: Kakizakai Kaoru)
- Música de improvisación Libre:

Shadows    Dúo Prins–Curti, piano preparado & shakuhachi. Ipso facto records. Barcelona, 2001
11 PIEZAS  Dúo “MA”. Luis Conde, clarinete bajo & Horacio Curti, Shakuhachi. Ipso facto Records. Buenos Aires, 2001.
- Jazz:

Huellas Los Saxópatas Big Band. Buenos Aires, 2002 (Como saxofonista)
- Otros:

Cuentos Zen Pequeñas historias para despertar. Libro-CD. Marta Millà (compiladora) & Horacio Curti (Música). Viena edicions. Barcelona. 2014 (en castellano)
Contes Zen Petites históries per despertar. Libro-CD. Marta Millà (compiladora) & Horacio Curti (Música). Viena edicions. Barcelona. 2012 (en catalán)

## Publicaciones

### De Divulgación
- 2014 La belleza del sonido en la música japonesa. Eikyo. Influencias japonesas, #12, invierno de 2014, pp. 44-45.
- 2013 Shakuhachi, Eikyo. Influencias japonesas, #11, otoño de 2013, pp. 6-7.

- 2013 Subtítulos -en castellano- Katsuya Yokoyama Honkyoku DVD Series. Vol. 2. Kokusai Shakuhachi Kenshukan. Japón. Bamboo-In.

- 2013 Subtítulos -en castellano- Katsuya Yokoyama Honkyoku DVD Series. Vol. 1. Kokusai Shakuhachi Kenshukan. Japón. Bamboo-In

- 2009 Entre la música i la no-música: El cas del shakuhachi japonès. Revista musical catalana. Nro. 300. Pp 2-4

- 2008 El Shakuhachi. Una historia de Japón, Zen y música…La Porta Clássica (https://web.archive.org/web/20091001145248/http://www.laportaclassica.com/web/terceres.php?idclas=13&id=578)

- 2008 Yoshida Kyodai. Un delicioso platillo para los amantes de las “fusiones”. Artículo de divulgación sobre el Sugaru Shamisen y comentario de Concierto. La Porta Clásica (https://web.archive.org/web/20081205043905/http://www.laportaclassica.com/web/terceres.php?idclas=13&id=546)

- 2005 Del Suizen al Honkyoku. Batonga, # 61. 2005. España.

### Académicas y Participación en Congresos
- 2011 El sonido de Japón. Reflexiones sobre el ideal sonoro y su articulación en las prácticas musicales japonesas. En Jarauta, Francisco (ed.) Cuadernos de la Fundación Botín, vol. 18, pp. 125-155
- 2010 The Ashgate Research companion to Japanese Music. Reseña de libro. Trans. Revista Transcultural de Música #14, en:www.sibetrans.com
- 2010 Ideal sonoro y elementos de su construcción en la música de Japón. Actas del III Foro FEIAP 2010
- 2008 Transnacionalización, etnicidad y diáspora: El caso del shakuhachi. Actas del X Congreso de la SIBE
- 2008 Panel "Música y Diáspora"  X Congreso de la SIBE, Salamanca, marzo
- 2007 Discourses and Legitimation Practices Regarding a Transculturated Instrument. The Case of the Japanese Shakuhachi. Poster en el XXIII European Seminar in Ethnomusicology. Octubre 2007, Lisboa, Portugal
- 2007 El Shakuhachi en España. Una breve descripción del estado de la cuestión. European Shakuhachi Society Newsletter, n.º 3. Enero 2007, pp 21-29
- 2006 El concepto de tradición en la transmisión y práctica del shakuhachi fuera del Japón. IX Congreso de la SIBE (Sociedad Ibérica de Etnomusicología). Marzo 2006
- 2004 El proceso de construcción del shakuhachi. Tradición y modernidad. Investigación inédita.
- 1997 Qué es lo que determina que un individuo sea de sexo masculino. Una propuesta didáctica, en Educación en Ciencia, Vol. I, N.º 1, Buenos Aires, Argentina
- 1996 Mapping an Isozymic gene expressed in pupae with respect to adult markers in Ceratitis capitala, in Fruit Fly Pests, a World Assessment, Editors: Steck, G. and B. MacPheron, CRC Press.

## Premios
2018 Premio al Mejor Corto en el Kathmandu 8th International Folk Music Film Festival.
2017 Certificado de Mención Especial por el desarrollo de la música tradicional coreana en el extranjero concedido por el National Gugak Center en Corea del Sur.
2015 Premio al Mérito por el Consulado de Japón de Barcelona